# Щепанково (Куявсько-Поморське воєводство)
Щепанково (пол. Szczepankowo) — село в Польщі, у гміні Домброва Моґіленського повіту Куявсько-Поморського воєводства.
Населення — 103 особи (2011).
У 1975-1998 роках село належало до Бидгощського воєводства.

## Демографія
Демографічна структура станом на 31 березня 2011 року:
|          | Загалом | Допрацездатний вік | Працездатний вік | Постпрацездатний вік |
| -------- | ------- | ------------------ | ---------------- | -------------------- |
| Чоловіки | 55      | 11                 | 41               | 3                    |
| Жінки    | 48      | 12                 | 25               | 11                   |
| Разом    | 103     | 23                 | 66               | 14                   |